# زينب مقلد
زينب محمود مقلد نور الدين وتُعرف باسم السيدة أم ناصر هي مُعلمة وناشطة بيئية وحقوقية لبنانية.

## سيرتها الذاتية
ولدت مقلد في قرية جرجوع بقضاء النبطية في 1936 وحصلت على شهادتها الإبتدائية (السرتفيكا) في 1949 وكانت في المرتبة الأولى على لبنان حينها ثم نالت شهادتها التعليمية في 1955 وعملت بالتدريس مع متابعة دراستها فحصلت على شهادة الثانوية السورية الموحدة والتحقت بالجامعة العربية في 1965 وتخرجت بإجازة في اللغة العربية وآدابها في 1970.
عملت مقلد مُعلمة في عدة مدارس، كان أولها مدرسة المصيطبة ومدرسة البنات بالنبطية ثم انتقلت إلى مدرسة عربصاليم الرسمية في 1958 وظلت بها حتى 1970 وبعد حصولها على الماجستير، درست الأدب العربي في مدرسة الصباح الثانوية. وتقاعدت في سنة 2000.

## نشاطها
في بداية السبعينات أسست أول جمعية أهلية في قرية عربصاليم باسم «جمعية المرأة العاملة» كما أسهمت في تأسيس أول مستوصف صحي بالقرية ذاتها التي كانت عُرضة للاعتداءات الإسرائيلية إبان الاحتلال الإسرائيلي لجنوب لبنان.
نتيجة تفاقم مشكلة القمامة في القرية التي بلغت ذروتها في 1995 مع تجاهل الدولة لها في ظل الظروف السياسية المعقدة، قررت مقلد مع عدد من نساء القرية حل هذه المشكلة عبر تأسيس جمعية «تجمع نساء عربصاليم» التي تحولت لاحقاً إلى «نداء الأرض»، وتسجلت كمنظمة مدنية في 1998.
بالتعاون مع المتطوعات وصديقتها خديجة فرحات التي اشترت شاحنة قديمة، أمكنهن تجميع النفايات من منازل القرية مقابل 40 دولار سنوياً من كل مساهم. ثم فرز النفايات القابلة للتدوير في حديقة منزل مقلد.
بلغ من نجاح مشروع تدوير القمامة الذي أدارته مقلد أن القرية لم تتأثر بأزمة النفايات في لبنان التي حدثت في 2015.
قبيل تقاعدها في 2000، ساهمت مقلد في تأسيس مكتبة عامة بثانوية النبطية للبنات.

## حياتها الشخصية
تزوجت زينب مقلد من ابن خالتها نور الدين رضا وأنجبت خمسة أبناء ذكور وابنة واحدة.